# Gambling with the Devil
Gambling with the Devil — двенадцатый студийный альбом немецкой пауэр-метал-группы Helloween, выпущенный 24 октября 2007 года в Японии на лейбле Victor Entertainment и 26 октября 2007 года в Европе на лейбле SPV/Steamhammer. Для продвижения альбома 28 сентября 2007 года был выпущен сингл «As Long as I Fall».

## Список композиций
| №                   | Название                   | Автор(ы)                                                                   | Длительность |
| ------------------- | -------------------------- | -------------------------------------------------------------------------- | ------------ |
| 1.                  | «Crack the Riddle»         | Энди Дерис, Михаэль Вайкат, Саша Герстнер, Даниэль Лёбле, Маркус Гросскопф | 0:56         |
| 2.                  | «Kill It»                  | Дерис                                                                      | 4:13         |
| 3.                  | «The Saints»               | Вайкат                                                                     | 7:06         |
| 4.                  | «As Long as I Fall»        | Дерис                                                                      | 3:41         |
| 5.                  | «Paint a New World»        | Герстнер, Вайкат (текст) / Герстнер (музыка)                               | 4:27         |
| 6.                  | «Final Fortune»            | Гросскопф                                                                  | 4:46         |
| 7.                  | «The Bells of the 7 Hells» | Дерис                                                                      | 5:22         |
| 8.                  | «Fallen to Pieces»         | Дерис                                                                      | 5:52         |
| 9.                  | «I.M.E.»                   | Дерис                                                                      | 3:46         |
| 10.                 | «Can Do It»                | Вайкат                                                                     | 4:30         |
| 11.                 | «Dreambound»               | Герстнер, Вайкат (текст) / Герстнер (музыка)                               | 5:57         |
| 12.                 | «Heaven Tells No Lies»     | Гросскопф                                                                  | 6:56         |
| Общая длительность: | Общая длительность:        | Общая длительность:                                                        | 57:32        |

| №                   | Название            | Автор(ы)            | Длительность |
| ------------------- | ------------------- | ------------------- | ------------ |
| 13.                 | «We Unite»          | Гросскопф           | 4:34         |
| Общая длительность: | Общая длительность: | Общая длительность: | 63:03        |

## Участники записи
Helloween
- Энди Дерис — вокал
- Михаэль Вайкат — гитара
- Саша Герстнер — гитара
- Маркус Гросскопф — бас-гитара
- Даниэль Лёбле — ударные

## Чарты
| Чарт (2007)                         | Высшая позиция |
| ----------------------------------- | -------------- |
| Финляндия (Suomen virallinen lista) | 34             |
| Франция (SNEP)                      | 103            |
| Германия (Offizielle Top 100)       | 38             |
| Венгрия (MAHASZ)                    | 18             |
| Италия (Classifica album)           | 49             |
| Япония (Oricon)                     | 17             |
| Швеция (Sverigetopplistan)          | 34             |
| Швейцария (Schweizer Hitparade)     | 88             |